# 勝川駅周辺総合整備事業
勝川駅周辺総合整備事業 （かちがわえきしゅうへんそうごうせいびじぎょう） は、愛知県春日井市のJR勝川駅周辺で行われた都市再開発事業。

## 概要
JR中央本線勝川駅周辺の高架化に合わせて計画された駅周辺の区画整理を含めた再開発事業である。1986年度策定の「勝川駅周辺総合整備計画」において、「複合拠点的中心商業地区」として位置づけられており、それにふさわしい街作りを行うために行われた。当初は大型店などの招致も検討されていたが、モータリゼーションが浸透している地域事情も踏まえ、比較的小規模な複合商業施設とマンションを主体とした再開発に方針が変更され、バブル崩壊なども乗り越え、事業が完成した。公開空地を歩道に沿って配置することでゆったりとした歩行者空間が確保されているのが特徴である。自動車利用の多い地域性を反映し、勝川駅前地下駐車場・MAYパーク勝川・松新駐車場という3つの比較的規模の大きな公共駐車場が整備された点も特徴的である。合計8ブロック・16棟の建物で構成されている。

## 沿革
- 1989年（平成元年）3月 - 市街地再開発事業推進計画策定。
- 1990年（平成2年）4月 - 勝川駅前地区市街地再開発事業準備組合設立。
- 1995年（平成7年）2月 - 春日井都市計画勝川駅北A2地区第一種市街地再開発事業決定。
- 1998年（平成10年）12月 - 勝川駅北A2地区第一種市街地再開発組合設立。
- 1999年（平成11年）8月 - A2地区施設建築物建設工事竣工。
- 2001年（平成13年）12月 - 春日井都市計画松新地区第一種市街地再開発事業決定。春日井都市計画勝川地区第一種市街地再開発事業決定。
- 2002年（平成14年）12月 - 松新地区市街地再開発組合設立。
- 2003年（平成15年）10月 - 勝川地区市街地再開発組合設立。
- 2006年（平成18年）2月 - 松新地区施設建築物建設工事竣工。
- 2007年（平成19年）4月 - 勝川駅北A2地区、松新地区市街地再開発組合解散。
- 2007年（平成19年）10月 - 勝川地区施設建築物建設工事竣工。

## 施設

### ルネック
土地区画整理事業の立体換地手法による全国第一号の「立体換地・都市型複合ビル」である。